# Kulle Dziuk

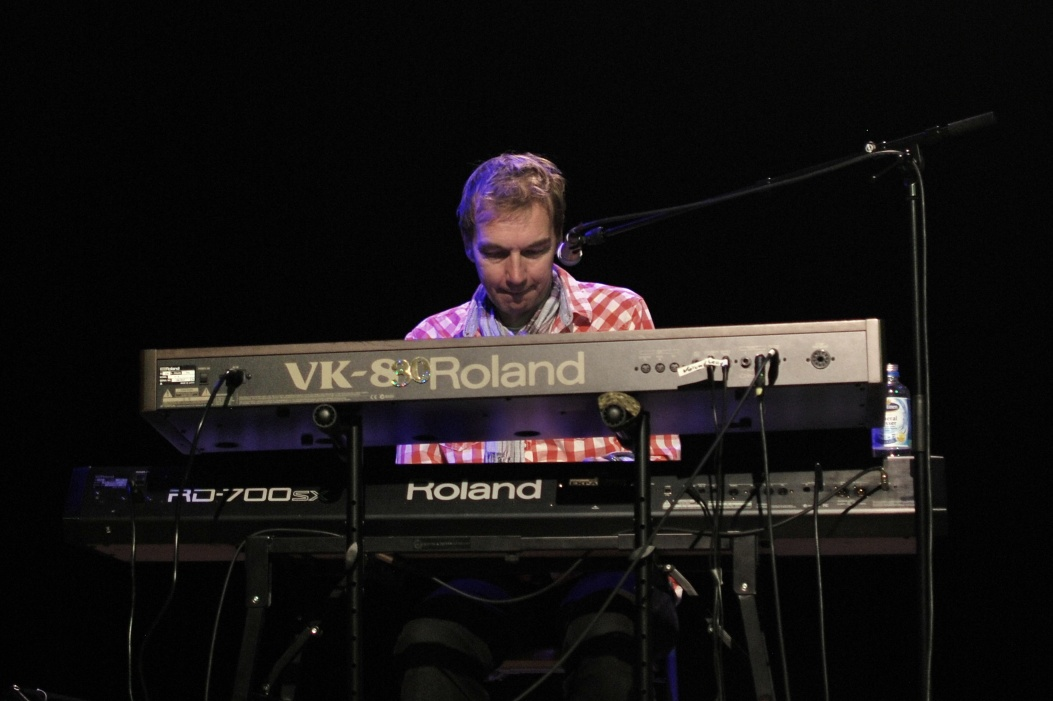
Kulle Dziuk mit Pankow in Schwedt (2011)

Andreas „Kulle“ Dziuk ist ein deutscher Musiker und Sänger. Er spielt unter anderem Schlagzeug und Keyboard.

## Biografie
Andreas Dziuk hatte mehrere Jahre klassischen Klavierunterricht und ist Schlagzeuger und Gitarrist. Nach dem Abitur und einigen Jahren als Student in Köln zog er in den 1990er Jahren nach Berlin und war dort hauptsächlich als Keyboarder und Drummer mit diversen Bands auf Tour und im Studio, wie z. B. Pearls at swine, Pankow, Dziuks Küche, East Blues Experience.
Seit 2000 schreibt er vornehmlich Musik fürs Theater, war von 2000 bis 2006 musikalischer Leiter am Hans Otto Theater in Potsdam und von 2007 bis 2010 am Stadttheater in Ingolstadt. Hier arrangierte und dirigierte er auch diverse Musicals (Jesus Christ Superstar, Evita, Rocky Horror Picture Show). Es zog ihn dann doch zurück nach Berlin, auch aus familiären Gründen. Seit 2010 ist er freiberuflich, schreibt Filmmusik (u. a. für Andreas Dresen), ist nach wie vor Keyboarder und Produzent bei Pankow und schreibt Songs und Bühnenmusiken, u. a. für das Staatstheater Braunschweig, Schauspielhaus Zürich, Leipzig, Dessau, Kassel und wieder Potsdam.
Seit einigen Jahren hat er eine eigene Band PAPERWALL, für die er englischsprachige Songs schreibt (irgendwo zwischen Folk, Rock und Pop) und bei der er singt und Gitarre spielt. Von 2010 bis 2013 war er Dozent an der UdK Berlin, wegen zeitlicher Engpässe hat er dort aufgehört.